# Fiel a la Vega
Fiel a la Vega es una banda de rock en español de Puerto Rico constituida en 1994. Sus integrantes son natales de los pueblos de Vega Baja y Vega Alta, Puerto Rico.

## Integrantes
- Tito Auger: voz, guitarras
- Ricky Laureano: voz, guitarras
- Jorge Arraiza: bajo, coros, percusión
- Pedro Arraiza: batería, coros, percusión

### Otros integrantes
- Papo Román: percusión (1996–2006)

## Discografía

### Estudio
- Fiel a la Vega (Abril 1996)
- A Quien Pueda Interesar (1 de mayo de 1998)
- Tres (Noviembre 1999)
- La Prosperidad (Diciembre 2002)
- Equilibrio (Febrero 2010)

### En directo
- El Concierto Acústico (Noviembre 1997)
- El Concierto Sinfónico (Diciembre 2001)
- Sesiones: 10 Años Acústicos y Eléctricos (DVD, Diciembre 2007)

### Éxitos
- Desde el Comienzo: 1994-2004 (2005)

## Premios

### 1997
- Premio Farándula: Mejor grupo de rock regional
- Premio Artistas: Grupo destacada del año
- Premio Tu Música: Mejor grupo de rock nacional
- Premio Tu Música: Canción balada pop del año ("El Wanabí")

### 1998
- Premio Tu Música: Mejor grupo de rock nacional
- Premio Tu Música: Canción del año ("Boricua en la Luna")
- Premio Tu Música People's Choice

### 2000
- Premio Tu Música: Mejor video nacional ("Solamente")

### 2001
- Premio ASCAP: Mejor canción de rock en español ("Canción en la Arena")

## Libro
En 2005, el escritor Edgardo Soto publicó la biografía de la agrupación titulada Salimos de Aquí: La Biografía de Fiel a la Vega. El libro incluye datos sobre la integración del grupo y la fama que alcanzó a mediados de los 90.

### Información del libro
- Soto, Edgardo. (2005) Salimos de Aquí: La Biografía de Fiel a la Vega. Terranova Editores; 1.ª Edición (ISBN 0976015897).